# 쌍일류

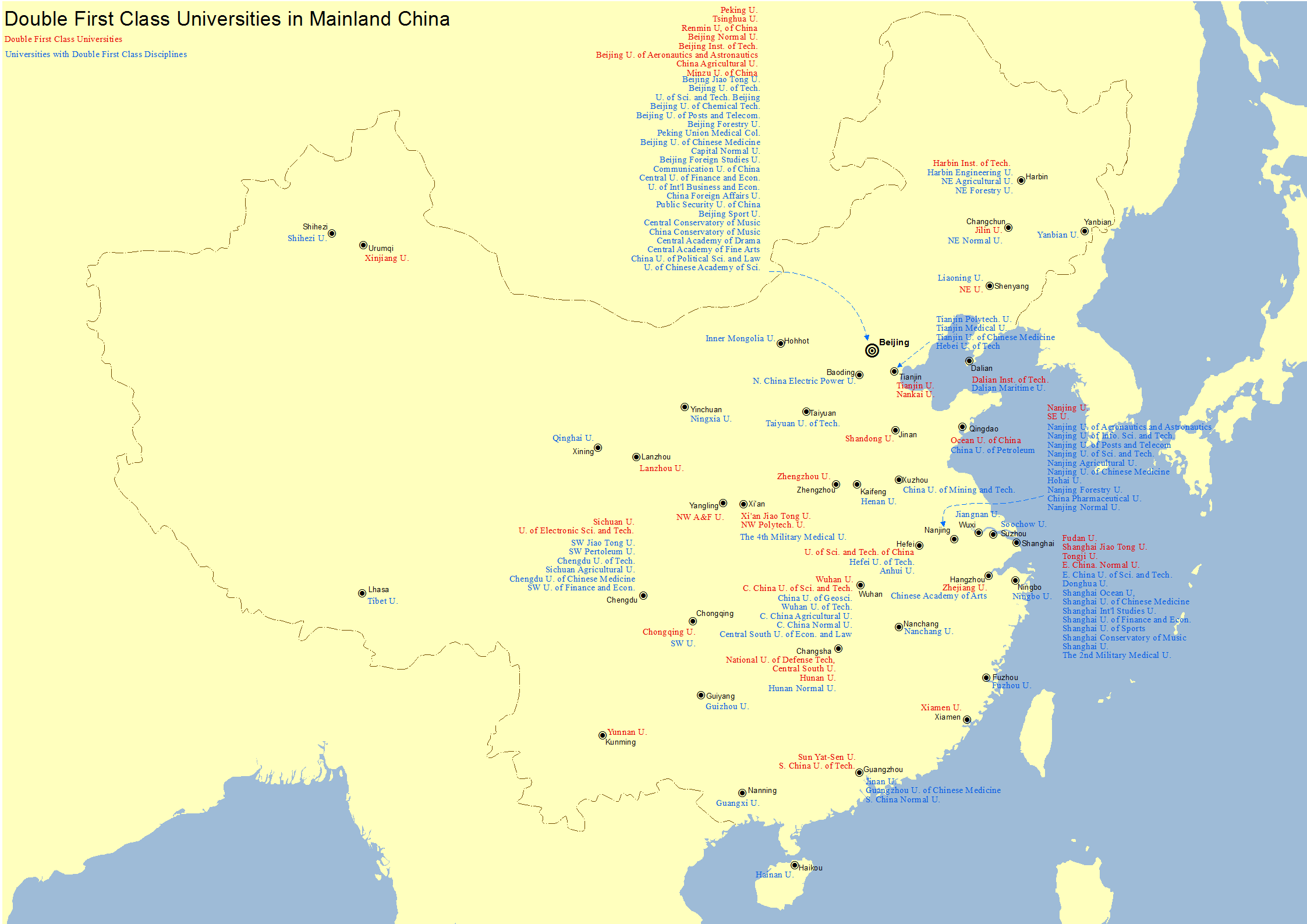
쌍일류건설 대상 대학 지도

쌍일류, 쌍일류건설(중국어: 双一流建设, 영어: Double First-Class Construction)로 알려진 세계일류대학화일류학과건설(중국어: 世界一流大学和一流学科建设, 영어: World First-Class Universities and First-Class Academic Disciplines Construction)은 중국 중앙 정부의 고등 교육 개발 및 후원 계획이다. 2015년에 시작되었다. 이 공정의 일부로 선정된 대학은 147개이다.

## 같이 보기
- 국가중점실험실
- 985 공정
- 211 공정
- 탁월연맹